# اندیس گردوکولو
گردوکولو یک اندیس فلزی است که در حوالی شهر سردونیه استان کرمان قرار دارد و مادهٔ معدنی موجود در آن، مس است.سنگ میزبان این اندیس آندزیت ، توف ، دیوریت است و دیرینگی آن به دوران ترشیاری می‌رسد. در این اندیس، پاراژنز‌های پیریت ، مالاکیت، کوولیت ، کالکوسیت یافت می‌شوند.